# Johannes Conrad (Satiriker)

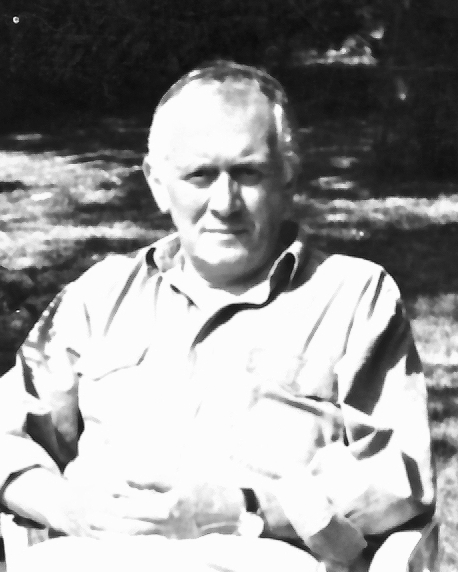
Johannes Conrad privat 1993

Johannes Conrad (* 24. Dezember 1929 in Radeberg; † 24. März 2005 in Berlin) war ein deutscher Satiriker, Schriftsteller, Karikaturist und Schauspieler.

## Leben
Johannes Conrad wurde am 24. Dezember 1929 in Radeberg geboren. Er war der Sohn und das erste Kind des Karosserieklempnermeisters Adolf Conrad (1904–1968) und seiner Ehefrau Frieda, geb. Kottwitz (1908–1992). Der Vater stammte aus Bochum und war Ende der 1920er Jahre auf der Arbeitssuche als Karosserie-Klempner nach Radeberg gekommen, wo er bei der Firma „Gläser-Karosseriewerk Radeberg“ Arbeit fand.
1938 bezog die Familie eine neuerbaute Siedlungshaus-Hälfte in der Radeberger Stadtrandsiedlung, in der Johannes Conrad seine Kindheit und Jugend verbrachte. Nach dem Volksschul-Abschluss in Radeberg begann er 1944 eine Lehre als Werkzeugmacher im Sachsenwerk Radeberg, die 1945 in den letzten Kriegswochen durch die Einberufung zum „Volkssturm“ in die Dresdner Grenadierkaserne abgebrochen werden musste. Weil das Sachsenwerk nach Kriegsende fast vollständig demontiert worden war und die Ausrüstungen als Reparationsleistungen an die Sowjetunion geliefert wurden, musste er seine Werkzeugmacher-Lehre im Gläser-Karosseriewerk Radeberg fortsetzen. 1946 wechselte er als Lehrling in den von der Lorenz-AG übernommenen Teil des Sachsenwerkes. Der andere Teil war inzwischen SAG-Betrieb geworden, hier arbeitete Conrad dann bis August 1948 als Werkzeugmacher und Technischer Zeichner. Er machte bis 1950 an der Arbeiter-und-Bauern-Fakultät Dresden (ABF) das Abitur und begann 1950 ein Studium der Architektur an der Technischen Hochschule Dresden (heute TU). 1951 brach er das Studium ab, ging nach Bochum, arbeitete dort als Schlosser im Fahrzeugbau-Betrieb E. H. von Lienen und nahm privaten Schauspiel-Unterricht bei Alfons Mathée. In Bochum lernte er seine spätere Ehefrau Klara kennen. Das Ehepaar hatte 5 Kinder. Ab 1956 lebte die Familie in Ost-Berlin. Am 24. März 2005 verstarb Johannes Conrad an den Folgen einer Herz-Operation.

## Wirken

### Schauspieler
1956 bewarb sich Conrad als Schauspieler am Berliner Ensemble (BE) und ist noch persönlich von Bertolt Brecht (1898–1956) engagiert worden.
Bis zum Ruhestand 1996 arbeitete Conrad als Schauspieler am BE. Auch kleineren Rollen gab er mit seiner Darstellungskunst ein besonderes Gewicht. Er wirkte im größten Teil der Inszenierungen mit und reiste als Ensemble-Mitglied zu internationalen Gastspielen in Europa, Kanada, Mexiko und Kolumbien. In der Fernsehaufzeichnung von Baierls „Frau Flinz“ wirkte Conrad mit, zu hören war er in 3 Hörspielen des DDR-Schallplatten-Labels LITERA mit Werken von Brecht. Anlässlich des 80. Geburtstages von Helene Weigel ehrten Conrad und Willi Schwabe ihre frühere Intendantin mit einer Hommage.

### Kabarettist
1964 hatte Helene Weigel den Schauspieler Peter Sodann am BE engagiert. Conrad und Sodann entwickelten eine gemeinsame kabarettistische Arbeit, z. B. „Was das für Zeiten waren“, mit Texten von Conrad und Sodann und unter Sodanns Regie. Anlässlich Brechts Geburtstag 1964 entstand auf Weigels Wunsch unter Sodanns Inszenierung eine erfolgreiche „Kabarettistische Revue“ mit dem Titel „Nachtschicht Nr. 1“, die Texte schrieben Johannes Conrad und Peter Sodann. Von 1965 bis 1970 lief unter Conrads Leitung das „BE-Nachtprogramm“ als Folge, er war einer der Initiatoren und Autoren. In diesem Rahmen konnte Conrad auch ein eigenes Programm unter dem Titel „Gestatten: Conrad“ verwirklichen. 1979 realisierte er am BE ein weiteres eigenes Programm: „KNUPPEPÜTZE, Uraufführung eines Johannes-Conrad-Kabarett-Textes“.
Für das Berliner Kabarett „Die Distel“ hat Conrad von 1966 bis 1977 für 5 Programme Texte geschrieben.

### Satiriker – Schriftsteller
Ende der 1950er Jahre begann er, für das Humor- und Satiremagazin „Eulenspiegel“ zu schreiben und wurde über 4 Jahrzehnte einer der Hauptautoren des Magazins. Sein Stil prägte den „Eulenspiegel“, seine literarische Heimstatt, nachhaltig, sodass er auch der „Woody Allen des DDR-Humors“ genannt wurde. Conrad hat gemeinsam mit Jochen Petersdorf eine Beilage zum „Eulenspiegel“ entwickelt und diese „Funzel. Abendblatt für trübe Stunden“ genannt.
Seine Kolumnen, Geschichten, Novellen und Gedichte waren beim breiten Publikum beliebt und auch in Satiriker-Kreisen sehr geschätzt.
Er schrieb und zeichnete auch für die DDR-Wochenzeitung „Wochenpost“, für die Humorseite der „Freien Welt“ und für die „BZA“.

## Werke
Sein literarisches Werk besteht aus 19 Büchern (zzgl. 1 Sammelband), davon
- 11 Bände mit insges. 296 Geschichten / Novellen / Erzählungen,
- 4 Gedicht-Bände mit über 250 Gedichten,
- 3 „Nonsens“-Bände mit etwa 1000 Aphorismen und Texten und
- 1 „britisch-humoriger Gauner-Roman“.

Dazu kommen etwa 300 Geschichten in der Satire-Zeitschrift „Eulenspiegel“ und unzählige Kolumnen in der Eulenspiegel-Rubrik „Funzel“.
5 seiner Bücher hat Conrad selbst illustriert, darunter „Das Hornvieh ist gemolken“ mit 55 Zeichnungen seiner „genial-skurrilen Erfindungen“.

### Bücher

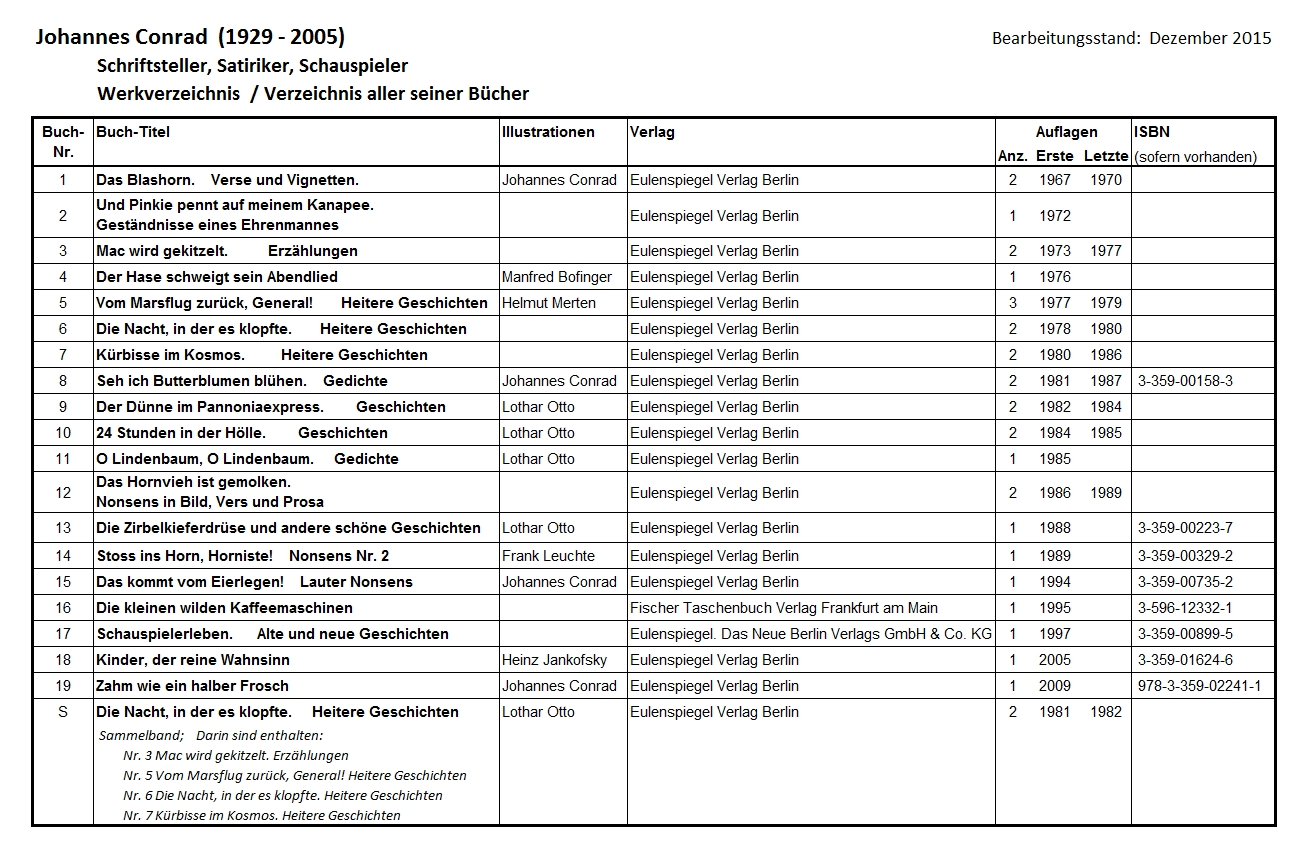
Johannes Conrad, Vollst. Verzeichnis seiner Bücher

- Das Blashorn. Verse und Vignetten. Eulenspiegel-Verlag, Ost-Berlin 1967. Zwei Auflagen bis 1970.
- Und Pinkie pennt auf meinem Kanapee. Geständnisse eines Ehrenmannes. Eulenspiegel-Verlag, Ost-Berlin 1972.
- Mac wird gekitzelt. Erzählungen. Eulenspiegel-Verlag, Ost-Berlin 1973. Zwei Auflagen bis 1977.
- Der Hase schweigt sein Abendlied. Eulenspiegel-Verlag, Berlin 1976
- Vom Marsflug zurück, General! Heitere Geschichten. Eulenspiegel-Verlag, Ost-Berlin 1977. Drei Auflagen bis 1979.
- Die Nacht, in der es klopfte. Heitere Geschichten. Eulenspiegel-Verlag, Ost-Berlin 1978. Zwei Auflagen bis 1982.
- Kürbisse im Kosmos. Heitere Geschichten. Eulenspiegel-Verlag, Ost-Berlin 1980. Zwei Auflagen bis 1986.
- Die Nacht, in der es klopfte. Mac wird gekitzelt. Vom Marsflug zurück. General!. Kürbisse im Kosmos. (Sammelband); Eulenspiegel-Verlag, Ost-Berlin 1981. OCLC 312667629
- Das Hornvieh ist gemolken. Nonsens in Bild, Vers und Prosa. Eulenspiegel-Verlag, Ost-Berlin 1986. Zwei Auflagen bis 1989.
- Seh ich Butterblumen blühen. Gedichte. Eulenspiegel-Verlag, Ost-Berlin 1981. Zwei Auflagen bis 1987. ISBN 3-359-00158-3
- Der Dünne im Pannoniaexpress. Geschichten. Eulenspiegel-Verlag, Ost-Berlin 1982. Zwei Auflagen bis 1984.
- 24 Stunden in der Hölle. Geschichten. Eulenspiegel-Verlag, Ost-Berlin 1984. Zwei Auflagen bis 1985.
- O Lindenbaum, O Lindenbaum. Gedichte. Eulenspiegel-Verlag, Ost-Berlin 1985.
- Die Zirbelkieferdrüse und andere schöne Geschichten. Eulenspiegel-Verlag, Ost-Berlin 1988. ISBN 3-359-00223-7
- Stoß ins Horn, Horniste! Nonsens Nr. 2. Eulenspiegel-Verlag, Ost-Berlin 1989
- Das kommt vom Eierlegen! Lauter Nonsens. Eulenspiegel-Verlag, Berlin 1994. ISBN 3-359-00735-2
- Die kleinen wilden Kaffeemaschinen. Fischer-Taschenbuch-Verlag, Frankfurt am Main 1995. ISBN 3-596-12332-1
- Schauspielerleben. Alte und neue Geschichten. Eulenspiegel-Verlag, Berlin 1997. ISBN 3-359-00899-5
- Kinder, der reine Wahnsinn. Mit Heinz Jankofsky (Illustrationen). Eulenspiegel-Verlag, Berlin 2005. ISBN 3-359-01624-6
- Zahm wie ein halber Frosch. Eulenspiegel-Verlag, Berlin 2009. ISBN 978-3-359-02241-1

### Filmografie
- 1966: Die Tage der Commune (Theateraufzeichnung)
- 1974: Der aufhaltsame Aufstieg des Arturo Ui (Theateraufzeichnung)
- 1976: Gestatten, Johannes Conrad! (Theateraufzeichnung)[6]
- 1989: Großer Frieden (Theateraufzeichnung)

### Theater
- 1975: Karl Mickel: Celestina (Alcuacil) – Regie: Jürgen Pörschmann / Günter Schmidt (Berliner Ensemble)
- 1988: Bertolt Brecht: Die Mutter (Nachbar) – Regie: Manfred Wekwerth/Joachim Tenschert (Berliner Ensemble)

### Hörspiele (Sprecher)
- 1963: Bertolt Brecht: Das kleine Mahagonny – Regie: Manfred Karge (Hörspiel – Rundfunk der DDR)
- 1966: Bertolt Brecht: Das Verhör des Lukullus – Regie: Kurt Veth (Hörspiel – Rundfunk der DDR)
- 1971: Bertolt Brecht: Die Tage der Commune – Regie: Manfred Wekwerth/Joachim Tenschert (Hörspiel – Litera)